# Wilhelm Anton Stärk
Wilhelm Anton Stärk (Wenen, 11 april 1913 – Dornbirn, 23 juli 1988) was een Oostenrijks componist, musicoloog en dirigent.

## Levensloop
Stärk studeerde vier semesters musicologie, viool, piano en muziektheorie aan het VMI - Vienna Music Institute in Wenen alsook aan het Vienna Conservatorium in Wenen bij R. Nilius en kreeg in 1933 het diploma als kapelmeester. Aansluitend werkte hij als repetitor en kapelmeester in Greifswald, Dresden, Gotha-Eisenach en Bregenz. Tijdens de Tweede Wereldoorlog deed hij zijn dienst in een militair orkest. Van 1946 tot 1948 was hij directeur aan het Vorarlberger Landestheater alsook vanaf 1949 directeur van het Operettentheater in Vaduz. In 1955 werd hij dirigent van het Orchester der Gesellschaft de Musikfreunde in Bregenz, bij het Vorarlberger Funkorchester en van 1955 tot 1969 bij het Bregenzer Kurorchester. Vanaf 1956 dirigeerde hij de Harmoniemusik Vaduz. In 1963 werd hij tot directeur van de Stedelijke muziekschool in Dornbirn benoemd. In deze functie bleef hij tot 1979. In 1970 stichtte hij het Dornbirner operatheater. 
In 1962 werd hij met de zogenoemde Ehrengabe der Vorarlberger Landesregierung f. Verdienste um das Musikleben onderscheiden. In 1965 kreeg hij een verdere onderscheiding met het Ritterkreuz zum Verdienstorden des Fürstentums Liechtenstein.
Als componist schreef hij werken voor orkest, harmonieorkest, toneelwerken, werken voor koor en kamermuziek. 

## Composities

### Werken voor orkest
- 1962 Spanischer Tanz, voor orkest
- 1975 Concertino Mediterraneo, voor dwarsfluit en strijkorkest, basklarinet, klavecimbel en slagwerk
- Bregenzer Festspielouvertüre
- Capriccio
- Concert, voor cello en orkest
- Divertimento Pastorale
- Farbdias aus Österreich, suite
- Musica festiva
- Romantischer Bolero
- Suite in d-klein
- Symfonie in cis-klein
- Triptychon für 8 Violoncelli

### Werken voor harmonieorkest
- 1972 Imago Austriae - Bilder aus einem Österreich-Buch, suite
  1. Blick von der Hohensalzburg
  2. Winterfreuden in Tirol
  3. Vision im Burgenland
  4. Sommerfest in Niederösterreich
- 1974 Manegenklänge
- 1977 Szenen aus den Alpen
- Festlicher Auftakt
- Laudatio für Liechtenstein

### Muziektheater

#### Opera's
| Voltooid in | titel                    | aktes       | première                                         | libretto                |
| ----------- | ------------------------ | ----------- | ------------------------------------------------ | ----------------------- |
| 1940        | Das Herrenrecht          | 3 bedrijven | 21 november 1940, Weimar, Duits Nationaaltheater | Eva Hermecke-Engelhardt |
| 1953        | Skandal im grünen Kakadu |             |                                                  |                         |
| 1979        | Bianca Capello           |             |                                                  |                         |

#### Operettes
| Voltooid in | titel                      | aktes | première | libretto |
| ----------- | -------------------------- | ----- | -------- | -------- |
| 1947        | Rendezvous am Bodensee     |       |          |          |
| 1951        | Barbara fällt vom Himmel   |       |          |          |
| 1954        | Nur ein Musikant           |       |          |          |
| 1957        | Wiedersehen mit Liselotte  |       |          |          |
| 1974        | Souvenir aus Liechtenstein |       |          |          |

#### Toneelmuziek
- 1961 Festspiel zur 1150-Jahrfeier der Gemeinde Mörschwil 811-1961 - tekst: Alois Büchel

### Vocale muziek

#### Werken voor koren
- Ungarischen Liederfolge, voor gemengd koor
- Vaduzer Faschingswalzer, voor gemengd koor

#### Liederen
- 1952 Das Wälderbähnle mein liebes, gutes Wälderbähnle ..., humoristisch lied voor zangstem en piano - tekst: Leopold Kubanek
- 1959 Wien ist noch Schöner denn je!, Wienerlied voor zangstem en piano
- 1976 Drei Zigeuner, voor zangstem en piano - tekst: Nikolaus Lenau

### Kamermuziek
- Georgica, voor dwarsfluit, alpenhoorn en orgel

## Publicaties
- Wilhelm Stärk: Ich war nicht prominent - Ein Versuch, es von der heiteren Seite zu nehmen. Eine autobiografische Skizze, Rita G. Fischer Verlag, Frankfurt, 1986, 196 p., ISBN  978-3-88323-618-6
- Wilhelm Stärk: Heute ist mir dieses Schlachtfeld eines großes Volkes Schmiede - Militärische Erziehung an der Dornbirner Realschule während des Ersten Weltkrieges, in: Dornbirner Schriften IX, Dornbirn III, 1900 - 1955, Stadtgeschichte Lorenz-Rhomberg-Haus, 25. Mai bis 2. September 1990, Seite 54 - 60
- Wilhelm Stärk: Vorarlberger bis in die Knochen, aber Österreicher bis ins Mark - Anmerkungen zur Politschen und religiösen Erziehung an der Dornbirner Realschule unter dem "Ständestaat" (1933/34-1938), in: Dornbirner Schriften IX, Dornbirn III, 1900 - 1955, Stadtgeschichte Lorenz-Rhomberg-Haus, 25. Mai bis 2. September 1990, Seite 87 - 93
- Wilhelm Stärk: Geschichte der Dornbirner Realschule, Vorarlberger Autoren Ges. (1991), 341 p., ISBN 3900754098
- Wilhelm Stärk: Wesen und Art des Dornbirners - Eine Anthologie der schönsten Lesefrüchte, in: Dornbirner Statt-Geschichten. Kritische Anmerkungen zu 100 Jahren politischer und gesellschaftlicher Entwicklung. Hg. Werner Bundschuh / Harald Walser. Bregenz 1987, S. 14-28